# Андриевский, Вадим Алексеевич
Вади́м Алексе́евич Андрие́вский (укр. Вадим Олексійович Андрієвський; 1912—1994) — выдающийся деятель спорта СССР и Украины. Ректор Львовского государственного института физической культуры (1967—1974). Заслуженный тренер СССР по фехтованию (1957), кандидат педагогических наук (1954), профессор (1981). Один из основоположников отечественной школы фехтования.

## Биография
Родился 13 декабря (26 декабря по н.с.) 1912 года в Брест-Литовске.
Детские и юношеские годы провёл в Харькове. Здесь же в 1928 году начал заниматься фехтованием у Петра Заковорота. В 1930 году окончил курсы инструкторов физкультуры. В 1936 году окончил Московский институт физической культуры, после чего работал преподавателем и заведующим кафедрой фехтования и рукопашного боя Харьковского института физической культуры.
В годы Великой Отечественной войны В. А. Андриевский воевал на фронте. Командовал 25-м лыжным батальоном, 11-й Армии, Северо-Западного фронта. После тяжёлого ранения продолжил службу в Наркомате обороны, возглавив кафедру рукопашного боя и фехтования военного факультета Московского института физической культуры.
После демобилизации в 1946 году, приказом Комитета по делам физической культуры и спорта при Совете Министров СССР направлен на преподавательскую работу в новообразованный Львовский институт физической культуры. С 1948 года возглавил кафедру фехтования и тяжёлой атлетики (позднее, фехтования, бокса и современного пятиборья) ЛГИФК. Фактически, создал во Львове одну из сильнейших в СССР — школу спортивного фехтования. На первых для СССР — Летних Олимпийских Играх 1952 в Хельсинки, в составе сборной страны по рапире выступали два ученика В. А. Андриевского: Иван Комаров и Апполинария Плеханова. В 1956 — его воспитанник Евгений Череповский завоевал бронзу в составе команды СССР по сабле на Олимпийских Играх в Мельбурне; в 1962 — Евгений Рюмин стал чемпионом мира в командных соревнованиях по рапире.
В 1954 г. защитил кандидатскую диссертацию. За время работы заведующим кафедрой ЛГИФК подготовил более 200 тренеров и специалистов по спорту международного класса. Среди них, заслуженные тренеры СССР и республик: К. И. Ядловский, Ф. С. Кота, Г. В. Исаков, В. С. Шуберт; доктор педагогических наук, крупнейший теоретик спорта СССР — В. С. Келлер и др.
В январе 1967 В. А. Андриевский был назначен ректором ЛГИФК, и являлся им до июля 1974. Впоследствии работал деканом ЛГИФК; доцентом, с 1981 — профессором кафедры фехтования и бокса. В период с 1963 по 1977 подготовил одного из сильнейших фехтовальщиков СССР и мира — заслуженного мастера спорта Василия Станковича — пятикратного чемпиона мира (1971 - в личном зачёте; 1969, 1970, 1973, 1974 — в командном), призёра двух Олимпиад (1968,1972), четвёртого в личном зачёте на Олимпийских Играх 1976 в Монреале. Также подготовил более 50 членов сборной команды Украины и молодёжной сборной СССР. Является автором научных работ и монографий по методике подготовки фехтовальщиков.
Умер 12 января 1994 года во Львове. Похоронен на Лычаковском кладбище города.
Жена — Андриевская (Худоярова) Мария Петровна (1926—2008), бронзовый призёр Чемпионатов СССР по фехтованию на рапирах 1952,1955; член сборной команды СССР (1951—1955). Работала тренером-преподавателем во Львовском политехническом институте, тренером ШВСМ-Львов. Заслуженный тренер Украины. Специализировалась на подготовке фехтовальщиков-левшей. Воспитала более 20 мастеров спорта по фехтованию на рапирах, в том числе — чемпиона СССР среди юниоров 1973 года — П. Кучера.
Дочь от первого брака — Андриевская Лора Вадимовна(1941 г.р) — мастер спорта СССР, заслуженный тренер России по фехтованию, работает в Санкт-Петербурге.
С 1994 года во Львове проводится международный турнир по фехтованию памяти В. А. Андриевского.

## Достижения
До 1952 года Вадим Андриевский был действующим спортсменом. Чемпион СССР 1948 года по фехтованию на саблях.
Был тренером сборной СССР по фехтованию на Олимпийских играх 1972 и 1976 годов. Среди его воспитанников много мастеров спорта, призёры чемпионатов мира и Олимпийских игр: Ю. А. Перженцев, Е. Рюмин, В. Станкович, Е. Череповский, К. Ядловский, Ф. Кота, В. Колесников и другие спортсмены.

## Награды
- Был награждён орденами Красного Знамени (1944), Орден «Знак Почёта» (15.09.1961, за большие заслуги в подготовке специалистов и развитии науки), Трудового Красного Знамени (1971) и орденом Отечественной войны 1-й степени, а также медалями, в числе которых «За победу над Германией в Великой Отечественной войне 1941—1945 гг.» (1945) и «За трудовое отличие» (1975).